# Discografie van Dave Brubeck
Deze pagina bevat een lijst van alle albums – studio en live – die Dave Brubeck heeft uitgebracht, zowel solo als met al zijn verschillende formaties.

## The Dave Brubeck Quartet
| Jaar              | Leden | Album                                                                | Label                                | Bijzonderheden |
| ----------------- | --- | -------------------------------------------------------------------- | ------------------------------------ | --- |
| 1951 aug          | Dave Brubeck (piano) Paul Desmond (altsax) Fred Dutton (bas) Herb Barman (drums)                          | Dave Brubeck/Paul Desmond                                            | Fantasy LP 3229                      | Wyatt "Bull" Ruther vervangt Dutton op bas in oktober. |
| 1951 okt          | Dave Brubeck (piano) Paul Desmond (altsax) Wyatt "Bull" Ruther (bas) Herb Barman (drums)                  | Jazz at Storyville                                                   | Fantasy LP 3240                      | |
| 1952 feb          | Dave Brubeck (piano) Paul Desmond (altsax) Wyatt "Bull" Ruther (bas) Herb Barman (drums)                  | The Complete Storyville Broadcasts                                   | Essential EJC55654                   | In de loop van februari vervangt Lloyd Davis Herb Barman op drums. Het album is in 2014 uitgebracht en heeft ook de opnames van februari 1953 in de Storyville Jazz Club.                                |
| 1952 sep          | Dave Brubeck (piano) Paul Desmond (altsax) Wyatt "Bull" Ruther (bas) Lloyd Davis (drums)                  | The Dave Brubeck Quartet                                             | Fantasy LP 3230                      | Lloyd Davis heeft Herb Barman vervangen op drums |
| 1952 sep-okt      | Dave Brubeck (piano) Paul Desmond (altsax) Wyatt "Bull" Ruther (bas) Lloyd Davis (drums)                  | Jazz at the Black Hawk                                               | Fantasy LP 3210                      | Opnames gemaakt in verschillende nachtclubs en scholen. |
| 1953 mrt          | Dave Brubeck (piano) Paul Desmond (altsax) Ron Crotty (bas) Lloyd Davis (drums)                           | Jazz at Oberlin                                                      | Fantasy LP 3245                      | Ron Crotty vervangt Wyatt "Bull" Ruther op bas. |
| 1953 mrt          | Dave Brubeck (piano) Paul Desmond (altsax) Ron Crotty (bas) Lloyd Davis (drums)                           | Dave Brubeck/The Jackson-Harris Herd/Woody Herman                    | Jazz Band (E) EBCD 2140              | |
| 1953 juni         | Dave Brubeck (piano) Paul Desmond (altsax) Ron Crotty (bas) Lloyd Davis (drums)                           | Brubeck and Desmond at Wilshire-Ebell                                | Fantasy LP 3249                      | |
| 1953 dec          | Dave Brubeck (piano) Paul Desmond (altsax) Ron Crotty (bas) Joe Dodge (drums)                             | Jazz at College of the Pacific                                       | Fantasy LP 3223                      | Joe Dodge heeft Lloyd Davis vervangen op drums. |
| 1953 dec          | Dave Brubeck (piano) Paul Desmond (altsax) Ron Crotty (bas) Joe Dodge (drums)                             | Dave Brubeck at Storyville 1954                                      | Columbia CL 590                      | December 1953 vervangt Bob Bates Ron Crotty op bas. Vanaf 1954 is Columbia de platenmaatschappij van het DBQ voor alle studio en live optredens.                                                         |
| 1953-1954 dec-jan | Dave Brubeck (piano) Paul Desmond (altsax) Bob Bates (bas) Joe Dodge (drums)                              | Rare Radio Recordings 1953, 1954                                     | S.H. 2064                            | |
| 1954 mei          | Dave Brubeck (piano) Paul Desmond (altsax) Bob Bates (bas) Joe Dodge (drums)                              | Jazz Goes to College                                                 | Columbia CL 566                      | |
| 1954 okt          | Dave Brubeck (piano) Paul Desmond (altsax) Bob Bates (bas) Joe Dodge (drums)                              | Brubeck Time                                                         | Columbia CL 622                      | Eerste studioalbum van het Dave Brubeck Quartet. |
| 1954 okt          | Dave Brubeck (piano) Paul Desmond (altsax) Bob Bates (bas) Joe Dodge (drums)                              | Jazz Red Hot and Cool                                                | Columbia CL 699                      | Omstreeks juli 1955 vervangt Norman Bates zijn broer Bob op bas. |
| 1955 mrt          | Dave Brubeck (piano) Paul Desmond (altsax) Bob Bates (bas) Joe Dodge (drums)                              | At Pennsylvania State University                                     | Solar Records 4569948                | Uitgebracht in 2014 |
| 1955 juni         | Dave Brubeck (piano) Paul Desmond (altsax) Bob Bates (bas) Joe Dodge (drums)                              | Live in Carmel                                                       | Essential EJC55654                   | Twee nummers in Carmel-by-the-Sea (Californië). Uitgebracht in 2014 als bonustracks op "The Complete Storyville Broadcasts".                                                                             |
| 1955 juni         | Dave Brubeck (piano) Paul Desmond (altsax) Bob Bates (bas) Joe Dodge (drums)                              | At the Sunset Center                                                 | Solar Records 4569973                | Carmel, Californië. Uitgebracht in 2016. |
| 1956 feb          | Dave Brubeck (piano) Paul Desmond (altsax) Norman Bates (bas) Joe Dodge (drums)                           | Dave Brubeck Quartet Live in 1956-57                                 | Jazz Band (E) EBCD 2102              | |
| 1956 feb          | Dave Brubeck (piano) Paul Desmond (altsax) Norman Bates (bas) Joe Dodge (drums)                           | Live from Basin Street                                               | Jazz Band (E) EB 402                 | Op cd uitgebracht in 2008 met als titel On The Radio: Live 1956-57 (Acrobat Music AMACD015) plus 3 extra nummers opgenomen in The Blue Note te Chicago in maart 1957                                     |
| 1956 juli         | Dave Brubeck (piano) Paul Desmond (altsax) Norman Bates (bas) Joe Dodge (drums)                           | Dave Brubeck and Jay & Kai at Newport                                | Columbia CL 932                      | |
| 1956 sep          | Dave Brubeck (piano) Paul Desmond (altsax) Bob Bates (bas) Joe Dodge (drums)                              | Live Together: Dave Brubeck Feat. Paul Desmond                       |                                      | In september vervangt Bob zijn broer Norman Bates op bas. |
| 1956 nov          | Dave Brubeck (piano) Paul Desmond (altsax) Norman Bates (bas) Joe Morello (drums)                         | Jazz Impressions of the U.S.A.                                       | Columbia CL 984                      | November 1956 vervangt Joe Morello Joe Dodge op drums en Norman zijn broer Bob Bates op bas. |
| 1957 feb          | Dave Brubeck (piano) Paul Desmond (altsax) Norman Bates (bas) Joe Morello (drums)                         | Reunion                                                              | Fantasy LP 3268                      | Gast: Dave Van Kriedt, tenorsaxofoon |
| 1957 mei          | Dave Brubeck (piano) Paul Desmond (altsax) Norman Bates (bas) Joe Morello (drums)                         | Jazz Goes to Junior College                                          | Columbia CL 1034                     | Opgenomen op het Fullerton Junior College en het Long Beach Junior College in Los Angeles. |
| 1957 juni         | Dave Brubeck (piano) Paul Desmond (altsax) Norman Bates (bas) Joe Morello (drums)                         | Dave Digs Disney                                                     | Columbia CL 1059                     | |
| 1958 feb          | Dave Brubeck (piano) Paul Desmond (altsax) Eugene Wright (bas) Joe Morello (drums)                        | Dave Brubeck Quartet with Paul Desmond at the Free Trade Hall 1958   | Solar Records 4569900                | Eugene Wright vervangt Norman Bates op bas. Begin van het tijdperk met het "klassieke kwartet" (Classic DBQ). Liveoptreden in Manchester, Engeland. Uitgebracht in 2011.                                 |
| 1958 feb          | Dave Brubeck (piano) Paul Desmond (altsax) Eugene Wright (bas) Joe Morello (drums)                        | Complete 1958 Berlin Concert                                         | Columbia C                           | Liveoptreden op 22 februari. Uitgebracht in 2008. |
| 1958 feb          | Dave Brubeck (piano) Paul Desmond (altsax) Eugene Wright (bas) Joe Morello (drums)                        | Debut in the Netherlands 1958 (The Lost Recordings)                  | Phœnix Mastering TLR-2204043         | Liveoptreden op 26 februari in het Concertgebouw, Amsterdam . Uitgebracht in 2022. |
| 1958 feb          | Dave Brubeck (piano) Paul Desmond (altsax) Eugene Wright (bas) Joe Morello (drums)                        | Live in Hannover                                                     | Moosicus Records 1302-1              | Liveoptreden op 28 februari. Uitgebracht in 2013. |
| 1958 mrt          | Dave Brubeck (piano) Paul Desmond (altsax) Eugene Wright (bas) Joe Morello (drums)                        | In Europe                                                            | Columbia CL 1168                     | |
| 1958 juli         | Dave Brubeck (piano) Paul Desmond (altsax) Joe Benjamin (bas) Joe Morello (drums)                         | Newport 1958                                                         | Columbia CL 1249                     | Joe Benjamin vervangt Gene Wright. |
| 1958 juli-aug     | Dave Brubeck (piano) Paul Desmond (altsax) Joe Benjamin (bas) Joe Morello (drums)                         | Jazz Impressions of Eurasia                                          | Columbia CL 1251                     | Opgenomen in New York en Warschau, Polen. Voor het eerst "Thank You" uitgevoerd, het latere thema voor het ballet Points on Jazz.                                                                        |
| 1958 zomer        | Dave Brubeck (piano) Paul Desmond (altsax) Joe Benjamin (bas) Joe Morello (drums)                         | The Navy Swings                                                      | Submarine Records 5019317080303      | Uitgebracht in 2010. |
| 1958 aug          | Dave Brubeck (piano) Paul Desmond (altsax) Eugene Wright (bas) Joe Morello (drums)                        | Live in Indiana 1958                                                 | 8436563183386 Fingerpoppin Records   | Liveoptreden op het French Lick Jazz Festival in Indiana. Eugene Wright vervangt Joe Benjamin op bas. Uitgebracht in 2021.                                                                               |
| 1959 april, 4&5   | Dave Brubeck (piano) Paul Desmond (altsax) Eugene Wright (bas) Joe Morello (drums)                        | Live from the Northwest, 1959                                        | Brubeck Editions BECD2310001         | Album is een mix van een live concert in het Multnomah Hotel (4 april) en het Clark College (5 april). Uitgebracht in 2023 met een hoestekst van Darius, Dan, Matt en Chris Brubeck.                     |
| 1959 april        | Dave Brubeck (piano) Paul Desmond (altsax) Eugene Wright (bas) Joe Morello (drums)                        | Gone with the Wind                                                   | Columbia CL 1347                     | |
| 1959 apr          | Dave Brubeck (piano) Paul Desmond (altsax) Eugene Wright (bas) Joe Morello (drums)                        | Live in Portland                                                     | Domino Records 891204                | Liveoptreden in Portland, Oregon. Uitgebracht in 2010. |
| 1959 juni-aug     | Dave Brubeck (piano) Paul Desmond (altsax) Eugene Wright (bas) Joe Morello (drums)                        | Time Out                                                             | Columbia CL 1397                     | Album met de 'hit' van Desmond, "Take Five". |
| 1959 juli         | Dave Brubeck (piano) Paul Desmond (altsax) Eugene Wright (bas) Joe Morello (drums)                        | St. Louis Blues                                                      | Moon (It) MCD 028-2                  | Opgenomen tijdens het Newport Jazz Festival op 5 juli 1959 |
| 1959 aug          | Dave Brubeck (piano) Bill Smith (klarinet) Eugene Wright (bas) Joe Morello (drums)                        | The Riddle                                                           | Columbia CL 1454                     | William Overton (Bill) Smith vervangt Paul Desmond op klarinet. Alle nummers op het album zijn van Bill Smith.                                                                                           |
| 1959 sep          | Dave Brubeck (piano) Paul Desmond (altsax) Eugene Wright (bas) Joe Morello (drums)                        | Southern Scene                                                       | Columbia CL 1439                     | |
| 1960 jan-feb      | Dave Brubeck (piano) Paul Desmond (altsax) Eugene Wright (bas) Joe Morello (drums)                        | Brubeck and Rushing                                                  | Columbia CL 1553                     | Gast: Jimmy Rushing, zang. |
| 1960 jan-feb      | Dave Brubeck (piano) Paul Desmond (altsax) Eugene Wright (bas) Joe Morello (drums)                        | Brubeck Plays Bernstein Plays Brubeck                                | Columbia CL 1466                     | Naast enkele nummers uit de West Side Story van Bernstein voert het New York Philharmonic o.l.v. Leonard Bernstein Dialogues for Jazz Combo and Orchestra uit van Howard Brubeck, oudere broer van Dave. |
| 1960 apr          | Dave Brubeck (piano) Paul Desmond (altsax) Eugene Wright (bas) Joe Morello (drums)                        | Live in Essen                                                        | Cargo Records N78003                 | Uitgebracht in 2013. |
| 1960 juni         | Dave Brubeck (piano) Paul Desmond (altsax) Eugene Wright (bas) Joe Morello (drums)                        | Jazz Impressions of Japan                                            | Columbia CL 2212                     | |
| 1960 mei          | Dave Brubeck (piano) Bill Smith (klarinet) Eugene Wright (bas) Joe Morello (drums)                        | Brubeck a la Mode                                                    | Fantasy LP 3301                      | Bill Smith vervangt Paul Desmond op klarinet. Alle nummers op het album zijn van Bill Smith en geschreven in kerktoonsoorten.                                                                            |
| 1960 sep          | Dave Brubeck (piano) Paul Desmond (altsax) Eugene Wright (bas) Joe Morello (drums)                        | Tonight Only                                                         | Columbia CL 1609                     | Gast: Carmen McRae, zang |
| 1961 mrt          | Dave Brubeck (piano) Bill Smith (klarinet) Eugene Wright (bas) Joe Morello (drums)                        | Near-Myth                                                            | Fantasy LP 3319                      | Bill Smith vervangt Paul Desmond op klarinet. Alle nummers op het album zijn van Bill Smith. |
| 1961 mei          | Dave Brubeck (piano) Bill Smith (klarinet) Eugene Wright (bas) Joe Morello (drums)                        | Countdown – Time in Outer Space                                      | Columbia CL 1775                     | Opgedragen aan de Amerikaanse astronaut John Glenn. |
| 1961 mei          | Dave Brubeck (piano) Paul Desmond (altsax) Eugene Wright (bas) Joe Morello (drums)                        | Time Further Out                                                     | Columbia CL 1690                     | Opvolger van Time Out. Verschillende onregelmatige maatsoorten. |
| 1961 juli         | Dave Brubeck (piano) Paul Desmond (altsax) Eugene Wright (bas) Joe Morello (drums)                        | Live at Newport 1961                                                 | Columbia 88697 39852 2               | Inclusief Newport Jazz Festival 1963 (2 nummers) en 1964 (3 nummers). Uitgebracht in 2009. |
| 1961 aug          | Dave Brubeck (piano) Paul Desmond (altsax) Eugene Wright (bas) Joe Morello (drums)                        | Brandenburg Gate Revisited                                           | Columbia CL 1963                     | Gast: Duits Orkest o.l.v. Howard Brubeck. |
| 1961 sep          | Dave Brubeck (piano) Paul Desmond (altsax) Eugene Wright (bas) Joe Morello (drums)                        | Take Five with Carmen McRae                                          | Columbia CL 2316                     | Gast: Carmen McRae, zang |
| 1961              | Dave Brubeck (piano) Paul Desmond (altsax) Eugene Wright (bas) Joe Morello (drums)                        | The Quartet                                                          | Europa Jazz (It) EJ 1032             | Gast: Darius Brubeck, toetsen |
| 1962 jan-juli     | Dave Brubeck (piano) Paul Desmond (altsax) Eugene Wright (bas) Joe Morello (drums)                        | Bossa Nova U.S.A.                                                    | Columbia CL 1998                     | |
| 1962 juli         | Dave Brubeck (piano) Paul Desmond (altsax) Eugene Wright (bas) Joe Morello (drums)                        | Angel Eyes                                                           | Columbia CL 2348                     | |
| 1962 aug          | Dave Brubeck (piano) Paul Desmond (altsax) Eugene Wright (bas) Joe Morello (drums)                        | Bennett/Brubeck: the White House Sessions, Live 1962                 | Columbia Records 88883718042         | Gast: Tony Bennett, zang. Uitgebracht in 2013. |
| 1962 juli-okt     | Dave Brubeck (piano) Paul Desmond (altsax) Eugene Wright (bas) Joe Morello (drums)                        | My Favorite Things                                                   | Columbia CL 2437                     | |
| 1962 dec          | Dave Brubeck (piano) Paul Desmond (altsax) Eugene Wright (bas) Joe Morello (drums)                        | Brubeck in Amsterdam                                                 | Columbia CS 9897                     | Concert was door het overlijden van koningin Wilhelmina verplaatst naar 3 december rond middernacht. Het concert werd een groot succes ondanks het late tijdstip.                                        |
| 1963 feb          | Dave Brubeck (piano) Paul Desmond (altsax) Eugene Wright (bas) Joe Morello (drums)                        | The Dave Brubeck Quartet Live at Carnegie Hall                       | Columbia CL 2036 en 2037             | Het album werd uitgebracht als dubbelelpee. |
| 1963 juli         | Dave Brubeck (piano) Paul Desmond (altsax) Eugene Wright (bas) Joe Morello (drums)                        | Live at Rock Rimmon Jazz Festival                                    | Domino Records 891222                | Gasten: Bobby Hackett, kornet en Benny Goodman, klarinet. Uitgebracht in 2013 als extra bij "Live at Juan-Les-Pins 1967".                                                                                |
| 1963 okt-dec      | Dave Brubeck (piano) Paul Desmond (altsax) Eugene Wright (bas) Joe Morello (drums)                        | Time Changes                                                         | Columbia CL 2127                     | Opvolger van Time Further Out. Studio-orkest o.l.v. Rayburn Wright. |
| 1964 juni-aug     | Dave Brubeck (piano) Paul Desmond (altsax) Eugene Wright (bas) Joe Morello (drums)                        | Jazz Impressions of New York                                         | Columbia CL 2275                     | |
| 1964 juni         | Dave Brubeck (piano) Paul Desmond (altsax) Eugene Wright (bas) Joe Morello (drums)                        | In Concert 1964                                                      | (Israel) JC 003                      | |
| 1964 sep          | Dave Brubeck (piano) Paul Desmond (altsax) Eugene Wright (bas) Joe Morello (drums)                        | Dave Brubeck in Berlin                                               | CBS (G) 62578                        | |
| 1965 sep          | Dave Brubeck (piano) Paul Desmond (altsax) Eugene Wright (bas) Joe Morello (drums)                        | Live in Zürich 1964                                                  | TCB Records The Montreux Jazz Label  | Uitgebracht in 2016 |
| 1965 aug          | Dave Brubeck (piano) Paul Desmond (altsax) Eugene Wright (bas) Joe Morello (drums)                        | The Canadian Concert of Dave Brubeck                                 | (Can-Am (Ca) 1500)                   | |
| 1965 sep-okt      | Dave Brubeck (piano) Paul Desmond (altsax) Eugene Wright (bas) Joe Morello (drums)                        | Time In                                                              | Columbia CL 2512                     | Opvolger van Time Changes |
| 1965-1966 dec-jan | Dave Brubeck (piano) Paul Desmond (altsax) Eugene Wright (bas) Joe Morello (drums)                        | Anything Goes!                                                       | Columbia CL 2602                     | |
| 1966 juni         | Dave Brubeck (piano) Paul Desmond (altsax) Eugene Wright (bas) Joe Morello (drums)                        | Jackpot!                                                             | Columbia CL 2712                     | Opgenomen in Las Vegas, Hotel Tropicana. |
| 1966 nov          | Dave Brubeck (piano) Paul Desmond (altsax) Eugene Wright (bas) Joe Morello (drums)                        | Live in London 1966                                                  | Domino Records 891220                | Uitgebracht in 2012. |
| 1967 mei          | Dave Brubeck (piano) Paul Desmond (altsax) Eugene Wright (bas) Joe Morello (drums)                        | Bravo! Brubeck!                                                      | Columbia CL 2695                     | Opgenomen tijdens een jazzfestival in Puebla en Mexico-Stad. Gasten: Benjamin Correa, gitaar en Salvador Agueros, bongo en conga.                                                                        |
| 1967 mei          | Dave Brubeck (piano) Paul Desmond (altsax) Eugene Wright (bas) Joe Morello (drums)                        | Buried Treasures                                                     | Columbia/Legacy CK 65777             | Opgenomen tijdens een jazzfestival in Puebla en Mexico-Stad. |
| 1967 juli         | Dave Brubeck (piano) Paul Desmond (altsax) Eugene Wright (bas) Joe Morello (drums)                        | Take Five Live                                                       | Jazz Music Yesterday (It) JMY 1001-2 | Live opgenomen in Juan-les-Pins, Frankrijk. |
| 1967 juli         | Dave Brubeck (piano) Paul Desmond (altsax) Eugene Wright (bas) Joe Morello (drums)                        | Live at Juan-Les-Pins 1967                                           | Domino Records 891222                | Liveoptreden in Juan-Les-Pins, Frankrijk. Uitgebracht in 2013. |
| 1967 okt          | Dave Brubeck (piano) Paul Desmond (altsax) Eugene Wright (bas) Joe Morello (drums)                        | Live at The Kurhaus 1967                                             | FON-1704025                          | Liveoptreden in Scheveningen. Uitgebracht in 2017. |
| 1967 nov          | Dave Brubeck (piano) Paul Desmond (altsax) Eugene Wright (bas) Joe Morello (drums)                        | The Last Time We Saw Paris                                           | Columbia CS 9672                     | Live opgenomen in Salle Pleyel in Parijs. Het is het laatste album van het klassieke kwartet. |
| 1967              | Dave Brubeck (piano) Paul Desmond (altsax) Eugene Wright (bas) Joe Morello (drums)                        | Their Last Time Out                                                  | Columbia Legacy 88697815622          | Liveoptreden in Pittsburgh, Pennsylvania. Uitgebracht in 2011. |
| 1968 lente        | Dave Brubeck (piano) Gerry Mulligan (baritonsaxofoon) Jack Six (bas) Alan Dawson (drums)                  | Compadres                                                            | Columbia CS 9704                     | Gerry Mulligan vervangt Paul Desmond op baritonsax, Jack Six Gene Wright op bas en Alan Dawson Joe Morello op drums. Opgenomen in Mexico-Stad.                                                           |
| 1968 okt          | Dave Brubeck (piano) Gerry Mulligan (baritonsax) Jack Six (bas) Alan Dawson (drums)                       | Blues Roots                                                          | Columbia CS 9749                     | Het nummer "Broke Blues" is gebaseerd op het thema van Fuga II in C-mineur uit Das wohltemperierte Klavier I van Joh. Seb. Bach (wat overigens niet op de hoes vermeld staat).                           |
| 1970 mei          | Dave Brubeck (piano) Gerry Mulligan (baritonsax) Jack Six (bas) Alan Dawson (drums)                       | Brubeck Mulligan Cincinnati                                          | MCA MACS 4954                        | Gast: Cincinnati Symfonie Orkest o.l.v. Erich Kunzel. |
| 1971 juli         | Dave Brubeck (piano) Gerry Mulligan (baritonsax) Jack Six (bas) Alan Dawson (drums)                       | The Last Set at Newport                                              | Atlantic SD 1607                     | Newport Jazz Festival. |
| 1971 nov          | Dave Brubeck (piano) Gerry Mulligan (baritonsax) Jack Six (bas) Alan Dawson (drums)                       | Dave Brubeck Trio and Gerry Mulligan Live at the Berlin Philharmonie | Columbia/Legacy C2K 64820            | Liveoptreden in Berlijn, West-Duitsland. |
| 1976 mrt          | Dave Brubeck (piano) Paul Desmond (altsax) Eugene Wright (bas) Joe Morello (drums)                        | 25th Anniversary Reunion                                             | Horizon 15                           | |
| 1979 aug          | Dave Brubeck (piano) Jerry Bergonzi (tenorsax/bas) Chris Brubeck (fretloze basgitaar) Butch Miles (drums) | Back Home                                                            | Concord Jazz CJ 103                  | Nieuw contract bij Concord platenmaatschappij. |
| 1980 mrt          | Dave Brubeck (piano) Jerry Bergonzi (tenorsax/bas) Chris brubeck (fretloze bas) Randy Jones (drums)       | Tritonis                                                             | Concord Jazz CJ 129                  | |
| 1981 sep          | Dave Brubeck (piano) Jerry Bergonzi (tenorsax/bas) Chris Brubeck (fretloze bas) Randy Jones (drums)       | Paper Moon                                                           | Concord Jazz CJ 178                  | |
| 1982 juli         | Dave Brubeck (piano) Bill Smith (klarinet) Chris Brubeck (fretloze bas) Randy Jones (drums)               | Dave Brubeck Live at Montreux 1982                                   | CMA Jazz CM 15015                    | Bill Smith vervangt Jerry Bergonzi op klarinet. |
| 1982 aug          | Dave Brubeck (piano) Bill Smith (klarinet) Chris Brubeck (fretloze bas) Randy Jones (drums)               | Concord on a Summer Night                                            | Concord Jazz CJ 198                  | |
| 1982 sep          | Dave Brubeck (piano) Michael Pedicin (tenorsax) Chris Brubeck (fretloze bas) Randy Jones (drums)          | The Aurex Jazz Festival 1982                                         | East World Jazz (J) EWJ 80239        | Michael Pedicin vervangt Bill Smith op tenorsaxofoon. |
| 1984 aug          | Dave Brubeck (piano) Bill Smith (klarinet) Chris Brubeck (fretloze bas) Randy Jones (drums)               | For Iola                                                             | Concord Jazz CJ 259                  | Album is opgedragen aan Iola, echtgenote van Dave Brubeck. |
| 1985 dec          | Dave Brubeck (piano) Bill Smith (klarinet) Chris Brubeck (fretloze bas) Randy Jones (drums)               | Reflections                                                          | Concord Jazz CJ 299                  | |
| 1986 nov          | Dave Brubeck (piano) Bill Smith (klarinet) Chris Brubeck (fretloze bas) Randy Jones (drums)               | Blue Rondo                                                           | Concord Jazz CJ 317                  | |
| 1987 juli         | Dave Brubeck (piano) Bill Smith (klarinet) Chris Brubeck (fretloze bas) Randy Jones (drums)               | New Wine                                                             | MusicMasters 01612 05051             | Gast: The Montreal International Jazz Festival Orchestra o.l.v. Russell Gloyd. Opgenomen in Montreal, Canada.                                                                                            |
| 1987 aug          | Dave Brubeck (piano) Bill Smith (klarinet) Chris Brubeck (fretloze bas) Randy Jones (drums)               | Moscow Night                                                         | Concord Jazz CJ 353                  | |
| 1991              | Dave Brubeck (piano) Bill Smith (klarinet) Jack Six (bas) Randy Jones (drums)                             | Once When I Was Very Young                                           | MusicMasters 01612 65083             | |
| 1993 okt          | Dave Brubeck (piano) Bobby Militello (altsax) Jack Six (bas) Randy Jones (drums)                          | Late Night Brubeck: Live from the Blue Note                          | Telarc CD 83345                      | |
| 1995 1998         | Dave Brubeck (piano) Bobby Militello (altsax) Jack Six (bas) Randy Jones (drums)                          | Double Live from the USA & UK                                        | Telarc CD 83400                      | Liveoptreden in Washington (1995) en Cardiff en Northhampton, Engeland (1998) |
| 1997 sep          | Dave Brubeck (piano) Bobby Militello (altsax) Jack Six (bas) Randy Jones (drums)                          | So What's New?                                                       | Telarc CD 83434                      | Vanaf 1993 worden alle albums uitgebracht door Telarc. Bobby Militello vervangt Bill Smith op altsax en fluit en Jack Six vervangt Chris Brubeck op bas.                                                 |
| 1998 nov          | Dave Brubeck (piano) Bobby Militello (altsax) Alec Dankworth (bas) Randy Jones (drums)                    | 40th Anniversary Tour of the UK                                      | Telarc CD 83440                      | |
| 2001 nov          | Dave Brubeck (piano) Bobby Militello (altsax) Alec Dankworth (bas) Randy Jones (drums)                    | The Crossing                                                         | Telarc CD 83520                      | Alec Dankworth vervangt Jack Six op bas. |
| 2003 juli         | Dave Brubeck (piano) Bobby Militello (altsax) Alec Dankworth (bas) Randy Jones (drums)                    | Park Avenue South                                                    | Telarc CD 83570                      | Liveoptreden in een Starbucks-koffieshop in New York. |
| 2004 nov          | Dave Brubeck (piano) Bobby Militello (altsax) Michael Moore (bas) Randy Jones (drums)                     | Brubeck Meets Bach                                                   | Sony BMG 88697060322                 | Liveoptreden in november 2004 in de Alte Oper in Frankfurt. Michael Moore vervangt Alec Dankworth op bas.                                                                                                |
| 2005 jan          | Dave Brubeck (piano) Bobby Militello (altsax) Michael Moore (bas) Randy Jones (drums)                     | London Flat London Sharp                                             | Telarc CD 83625                      | Laatste album van het Dave Brubeck Quartet. |

## Overige albums van en met Dave Brubeck
| Jaar           | Leden | Album                                            | Label                      | Bijzonderheden |
| -------------- | --- | ------------------------------------------------ | -------------------------- | --- |
| 1946           | Dave Brubeck, piano Dick Collins, trompet Bob Collins, trombone Bill Smith, klarinet Bob Cummings, altsax David Van Kriedt, tensax Jack Weeks, bas Cal Tjader, drums | The Dave Brubeck Octet                           | Fantasy LP 3239            | |
| 1949           | Dave Brubeck, piano Ron Crotty, bas Cal Tjader, drums | The Dave Brubeck Trio, Vol.1                     | Fantasy LP 3204            | Op de cd versie staan enkele nummers die opgenomen zijn in mei en juni 1950.                                                                       |
| 1950           | Dave Brubeck, piano Ron Crotty, bas Cal Tjader, drums | The Dave Brubeck Trio, Vol.2                     | Fantasy LP 3205            | Meeste nummers zijn opgenomen in oktober en november 1950.                                                                                         |
| 1956 mrt-april | Dave Brubeck, piano | Brubeck plays Brubeck                            | Columbia CL 878            | |
| 1957 feb       | Dave Brubeck, piano | Dave Brubeck Plays and Plays and Plays and...... | Fantasy LP 3259            | |
| 1959           | Dave Brubeck, piano Louis Armstrong, trompet Trummy Young, trombone Eugene Wright, bas Joe Morello, drums Carmen McRae, zang Joe Darensbourg, klarinet Billy Kyle, piano Irv Manning, piano Danny Barcelona, drums Jon Hendricks, zang Dave Lambert, zang Annie Ross, zang                                                                   | The Real Ambassadors                             | Columbia CL 5850           | Jazzmusical van Dave en Iola Brubeck. De première was op 12 september 1961 in New York. In 1962 uitgebracht op lp en in 1990 op cd. (CBS 467140 2) |
| 1960           | Dave Brubeck, piano Paul Desmond, altsax Eugene Wright, bas Joe Morello, drums Jimmy Rushing, zang Louis Armstrong, trompet Carmen McRae, zang Thelonious Monk, piano Larry Gales, bas Ben Riley, drums | Summit Sessions                                  | Columbia C 30522           | Medewerker was ook Leonard Bernstein met het New York Philharmonic. Opnames zijn van 1960, 1961, 1964, 1967 en 1968                                |
| 1972 okt       | Dave Brubeck, piano Paul Desmond, altsax Gerry Mulligan, tenorsax Jack Six, bas Alan Dawson, drums | We're All Together Again for the First Time      | Atlantic SD 1641           | Opnames gemaakt in Olympia (Parijs), De Doelen (Rotterdam) en Berliner Philharmonie (Berlijn) op resp. 26, 28 oktober en 4 november 1972.          |
| 1973 juli      | Dave Brubeck, piano Jack Six, bas Alan Dawson, drums | All the Things We Are                            | Atlantic SD 1684           | Enkele opnames zijn van oktober 1974. |
| 1973 aug       | Dave Brubeck, piano Peter Madcat Ruth, mondharmonica Stephan Dudash, viool Jim Cathcart, elektrische piano David Mason, gitaar Chris Brubeck, basgitaar Ritchie Morales, drums Perry Robinson, klarinet Jerry Bergonzi, sopraan- en tenorsax Darius Brubeck, toetsen David Dutemple, basgitaar Danny Brubeck, drums Randie Powell, percussie | Two Generations of Brubeck                       | Atlantic SD 1645           | |
| 1974 juni      | Dave Brubeck, piano Peter Madcat Ruth, mondharmonica Chris Brubeck, trombone Ritchie Morales, drums Perry Robinson, klarinet Jerry Bergonzi, sopraan- en tenorsax Darius Brubeck, toetsen Danny Brubeck, drums Dave Powell, basgitaar | Brother, The Great Spirit Made Us All            | Atlantic SD 1660           | |
| 1974           | Dave Brubeck, piano Perry Robinson, klarinet Darius Brubeck, toetsen Chris Brubeck, basgitaar Danny Brubeck, drums | The Quartet                                      | Denon (J) LRC C38 7681     | Liveoptreden in Keulen. Twee nummers, "Brandenburg Gate" en "In Your Own Sweet Way". Uitgebracht op een single.                                    |
| 1975 sep       | Dave Brubeck, piano Paul Desmond, altsax | The Duets                                        | Horizon 3                  | |
| 1977 juli      | Dave Brubeck, piano Darius Brubeck, toetsen Chris Brubeck, basgitaar en trombone Danny Brubeck, drums | The New Dave Brubeck Quartet Live at Montreux    | Tomato TOM 7018            | |
| 1978 feb       | Dave Brubeck, piano Darius Brubeck, toetsen Chris Brubeck, basgitaar en trombone Danny Brubeck, drums | A Cut Above                                      | Direct-to-Disk Labs DD 106 | Album van The New Dave Brubeck Quartet. |
| 1988 sep       | Dave Brubeck, piano Bobby Militello, dwarsfluit, alt- en tenorsax Matthew Brubeck, cello Jack Six, bas Chris Brubeck, basgitaar en trombone Danny Brubeck, drums Randy Jones, drums | Quiet as the Moon                                | MusicMasters 01612 65067   | Opnames uit 1988, december 1989 en mei 1991. |
| 1993 juni      | Dave Brubeck, piano Chris Brubeck, basgitaar en trombone Danny Brubeck, drums | Trio Brubeck                                     | MusicMasters 01612 65102   | |
| 1994           | Dave Brubeck, piano | Just You, Just Me                                | Telarc CD 83363            | Opgenomen op 4 januari, 15 februari en 29 juni 1994.                                                                                               |
| 1995           | Dave Brubeck, piano Jack Six, bas Chris Brubeck, basgitaar Randy Jones, klarinet Roy Hargrove, trompet Jon Hendricks, zang Christian McBride, bas Joe Lovano, tenorsax George Shearing, piano Joshua Redman, tenorsax Gerry Mulligan, baritonsax James Moody, tenorsax Ronnie Buttacavoli, bariton                                           | Young Lions and Old Tigers                       | Telarc CD 83349            | Opgenomen op 29 juni 1994 en 3 maart, 6 en 7 juni 1995.                                                                                            |
| 1996 juni      | Dave Brubeck, piano | A Dave Brubeck Christmas                         | Telarc CD 83410            | |
| 1997           | Dave Brubeck, piano Darius Brubeck, toetsen Matthew Brubeck, cello Chris Brubeck, basgitaar en trombone Danny Brubeck, drums | In Their Own Sweet Way                           | Telarc CD 83355            | Opgenomen in 1994, 1995 en 1997. |
| 2000 feb       | Dave Brubeck, piano | One Alone                                        | Telarc CD 83510            | |
| 2004 jan       | Dave Brubeck, piano | Private Brubeck Remembers                        | Telarc CD 83605            | |
| 2007 mrt       | Dave Brubeck, piano | Indian Summer                                    | Telarc CD 83670            | |

- In de loop van de 21ste eeuw zijn verschillende 'oude' Fantasy en Columbia albums opnieuw uitgebracht onder een andere naam.
- Vanaf het album Compadres uit 1968 tot en met het liveoptreden in Berlijn in 1971 vervangen Gerry Mulligan, Jack Six en Alan Dawson de andere drie van het kwartet, Desmond, Wright en Morello en worden de albums uitgebracht als Dave Brubeck Trio met Gerry Mulligan als gast.
- In 1977 werd The New Dave Brubeck Quartet geformeerd bestaande uit: Dave Brubeck, piano; Darius Brubeck, toetsen; Chris Brubeck, elektrische bas, contrabas, trombone en Danny Brubeck, drums. Het kwartet bracht twee albums uit: Live at Montreux (1977) en A Cut Above (1978), zie "Overige albums van en met Dave Brubeck".
- Vanaf 1979 bestaat het Dave Brubeck Quartet uit: Dave Brubeck, Jerry Bergonzi, Chris Brubeck en Butch Miles. Miles wordt begin 1980 vervangen door Randy Jones, die vanaf dat ogenblik onafgebroken bij Brubeck blijft. Chris Brubeck soleert naast bas ook op trombone.

## Fotogalerij

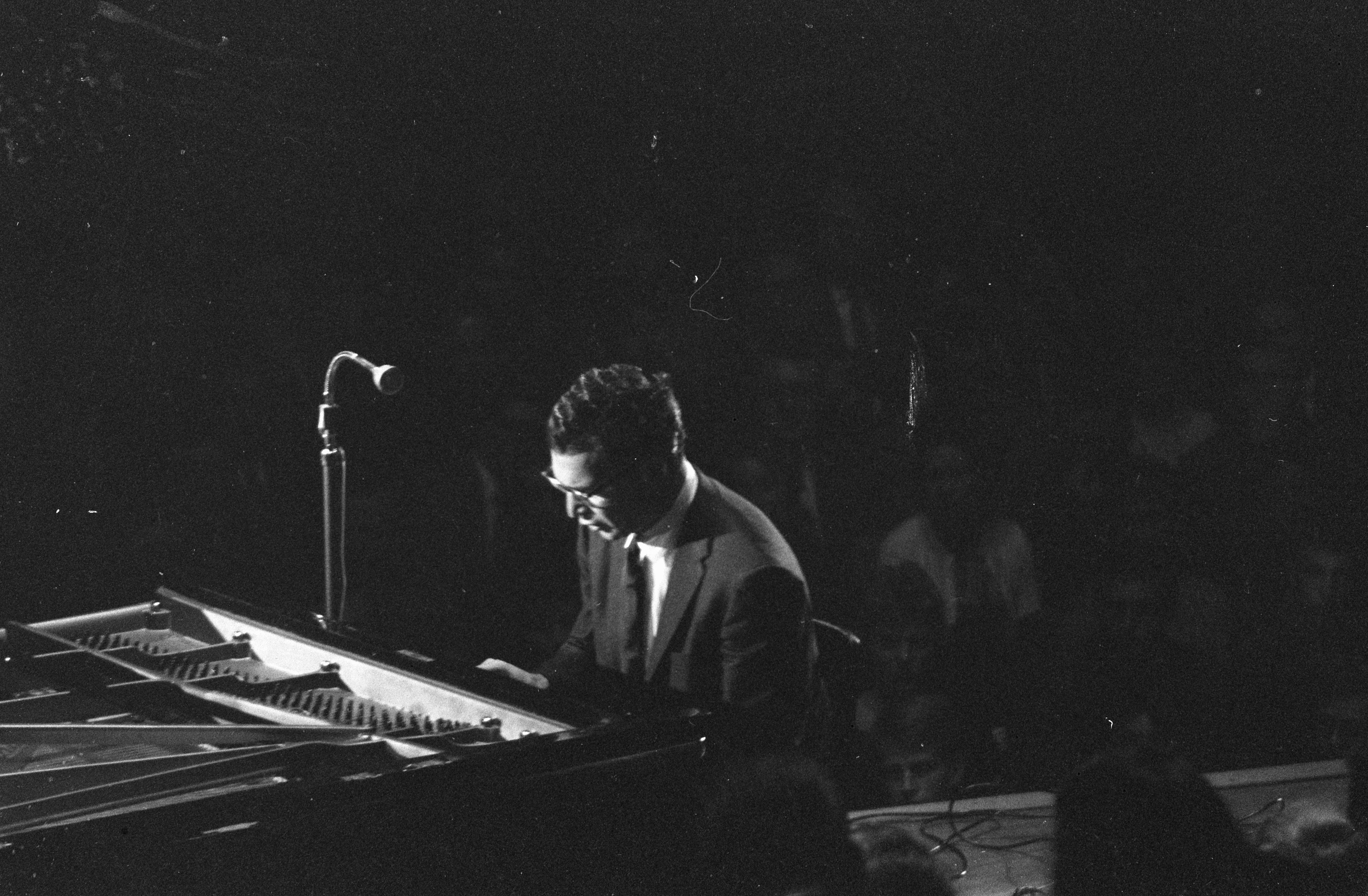
Dave Brubeck tijdens een concert in 1959 (Foto: Harry Pot, Anefo)
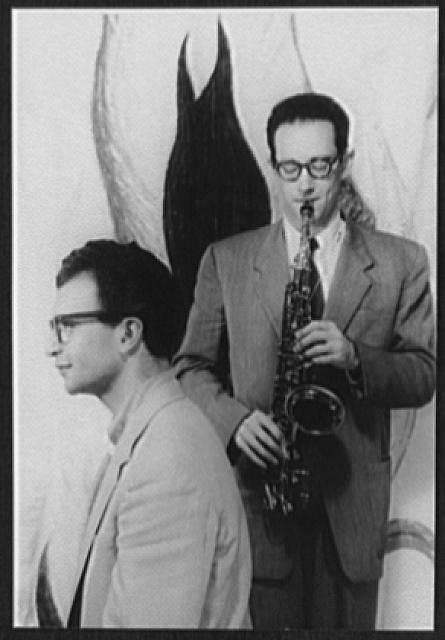
Dave Brubeck en Paul Desmond in 1954
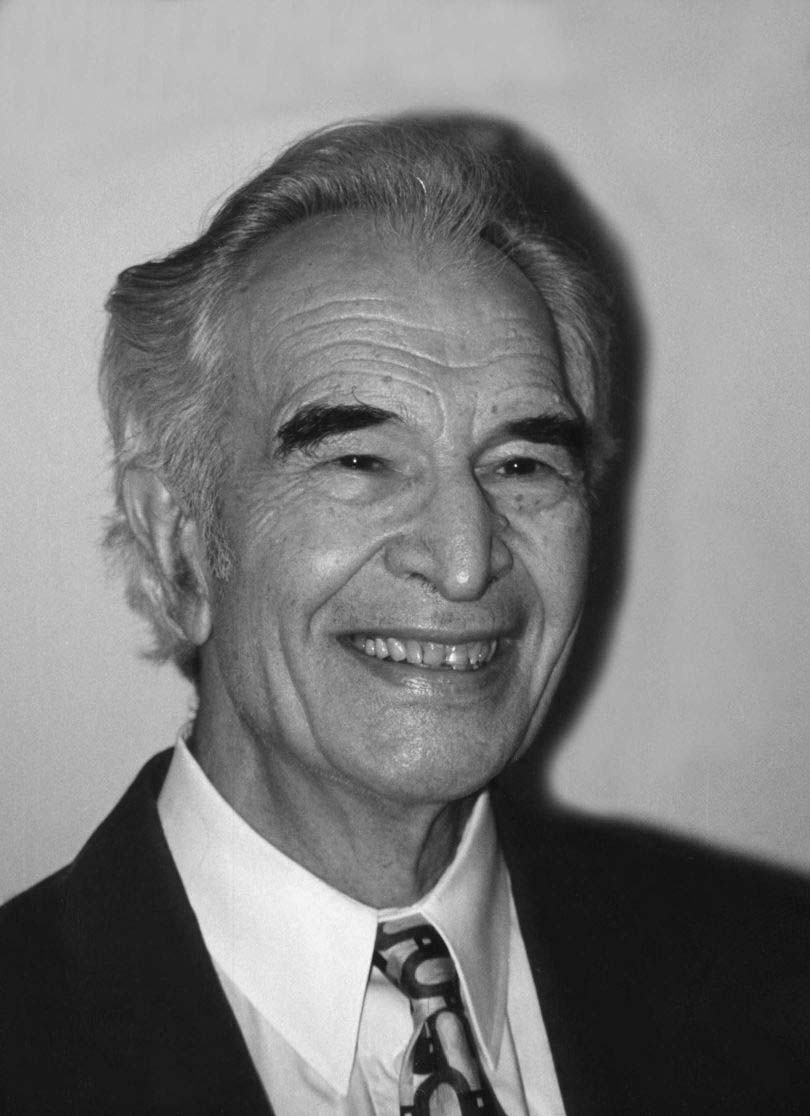
Dave Brubeck in 1997
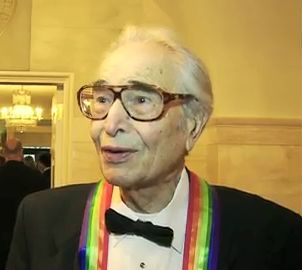
Dave Brubeck in het Witte Huis, 2009